# Collateral (série télévisée)
 (mars 2018).
Si vous disposez d'ouvrages ou d'articles de référence ou si vous connaissez des sites web de qualité traitant du thème abordé ici, merci de compléter l'article en donnant les références utiles à sa vérifiabilité et en les liant à la section « Notes et références ».
Collateral est une mini-série britannique créée par David Hare et diffusée du 12 février au 5 mars 2018 sur BBC Two, puis internationalement le 9 mars 2018 sur Netflix, incluant les pays francophones.

## Synopsis
Assisté de son Major Nathan Bilk (Nathaniel Martello-White), Kip Glaspie (Carey Mulligan), une capitaine de police est chargée d’enquêter sur le meurtre d’un livreur de pizza tué par balle dans la banlieue de Londres. Enquête qui amènera le duo à explorer un réseau complexe de personnages tous liés d'une manière ou d'une autre à l’affaire

## Fiche technique
- Titre : Collateral
- Réalisation : S. J. Clarkson (en)
- Musique : Ruth Barrett
- Pays d'origine : Royaume-Uni
- Date de première diffusion : 2018

## Distribution
- Carey Mulligan (VF : Elisabeth Ventura) : Kip Glaspie
- Jeany Spark (VF : Marjorie Frantz) : Sandrine Shaw
- Nicola Walker (VF : Françoise Cadol) : Jane Oliver
- Nathaniel Martello-White (VF : Namakan Koné) : Nathan Bilk
- John Simm (VF : Sébastien Desjours) : David Mars
- Ahd Kamel (VF : Zaïra Benbadis) : Fatima Asif
- Billie Piper (VF : Sylvie Jacob) : Karen Mars
- Kae Alexander (VF : Youna Noiret) : Linh Xuan Huy
- Hayley Squires (VF : Marie Tirmont) : Laurie Stone
- July Namir : Mona Asif
- Ben Miles (VF : Yann Guillemot) : Jack Haley
- Orla Brady (VF : Gaelle Savary) : Phoebe Dyson
- Brian Vernel (VF : Gauthier Battoue) : Mikey Gowans
- Saskia Reeves (VF : Monique Nevers) : Deborah Clifford
- Alex Reid : Amanda Hall
- Mark Umbers : Robert Walsh
- Adrian Lukis (VF : Jean-Pol Brissart) : Xan Schofield
- Maya Sansa : Berna Yalaz
- Jonathan Coy : Bishop Rufus Chambers